# Murilo Melo Filho
Murilo Melo Filho ComMM (Natal, 13 de outubro de 1928 — Rio de Janeiro, 27 de maio de 2020) foi um advogado, jornalista e escritor brasileiro.
Filho de Murilo Melo e de Hermínia de Freitas Melo, começou a carreira jornalística ainda criança, com doze anos, no Diário de Natal, escrevendo comentários esportivos. Depois foi para A Ordem, A República e Rádio Educadora de Natal. Aos 18 anos foi para o Rio de Janeiro e começou a trabalhar no Correio da Noite. Em seguida, passou por Tribuna da Imprensa, Jornal do Commercio, O Estado de S. Paulo, revista Manchete e TV Rio.
Em missões jornalísticas acompanhou os presidentes brasileiros Juscelino Kubitschek, Jânio Quadros, João Goulart, Ernesto Geisel e José Sarney, à viagens ao exterior. Cobriu a Guerra do Vietnã e foi o primeiro jornalista brasileiro a cobrir a Guerra do Camboja.
Foi eleito para membro titular da Academia Norte-Riograndense de Letras, onde ocupava a Cadeira nº 19, na sucessão do Acadêmico Nilo Pereira; do PEN Clube do Brasil e da Academia Brasileira de Letras; e da Academia Carioca de Letras, na Cadeira nº 8, em substituição a Paschoal Villaboim Filho.
Foi membro do conselho administrativo da Associação Brasileira de Imprensa (ABI) e membro da União Brasileira de Escritores (UBE).
Admitido à Ordem do Mérito Militar em 1994 no grau de Oficial especial pelo presidente Itamar Franco, Murilo foi promovido em 1996 a Comendador por Fernando Henrique Cardoso.

## Obras
- Cinco dias de junho, com Arnaldo Niskier, Raimundo Magalhães Jr. e Joel Silveira;
- O assunto é padre, com Adonias Filho, Amando Fontes, Cassiano Ricardo, Gustavo Corção, Hélio Silva, Josué Montello, Octávio de Faria, Rachel de Queiroz e Walmir Ayala;
- Reportagens que abalaram o Brasil, com Carlos Lacerda, Darwin Brandão, David Nasser, Edmar Morel, Francisco de Assis Barbosa, João Martins, Joel Silveira, Justino Martins, Otto Lara Resende e Samuel Wainer;
- Augusto dos Anjos: a saga de um poeta, com Gilberto Freyre, Josué Montello, José Lins do Rego, José Américo de Almeida, Antônio Houaiss, Raimundo Magalhães Jr., Eduardo Portella, Ronaldo Cunha Lima e Humberto Nóbrega;
- O desafio brasileiro;
- O modelo brasileiro;
- O progresso brasileiro;
- Memória viva;
- O nosso Rio Grande do Norte;
- Crônica política do Rio de Janeiro, com Barbosa Lima Sobrinho, Villas-Bôas Corrêa, Pedro do Couto, Márcio Alves, Rogério Coelho Neto e Paulo Branco;
- Testemunho político;
- Múcio Leão: centenário;
- Tempo diferente;
- História do gás: do Rio de Janeiro ao Brasil;
- O Brasileiro Ruy Barbosa.

## Academia Brasileira de Letras
Foi o sexto ocupante da cadeira 20, eleito em 25 de março de 1999, na sucessão de Aurélio de Lira Tavares e recebido em 7 de junho de 1999 pelo acadêmico Arnaldo Niskier.

## Morte
Morreu, vítima de falência múltipla de órgãos, na cidade do Rio de janeiro em 27 de maio de 2020.